# Micheline Toussaint
Pour les articles homonymes, voir Toussaint (homonymie).
Micheline Toussaint-Richardeau, née le 12 juillet 1947 à Tihange est une femme politique belge wallonne, membre du Parti socialiste (PS).
Elle est secrétaire de direction ; elle se désolidarise de sa bourgmestre Anne-Marie Lizin, mise en cause dans le dossier des employés communaux hutois et soutient les accusations contre A-M. Lizin ;  elle fait dissidence et devient la nouvelle bourgmestre de Huy, à la tête d’une majorité PS-Ensemble (cdH, Écolo et indépendants.

## Fonctions politiques
- conseillère communale de Huy (1989-2010)
  - échevine (1989-2009)
  - bourgmestre (2009-2010) en remplacement de Anne-Marie Lizin, démissionnaire
- députée wallonne :
  - de 1995 à 1999
  - de 1999 au 5 avril 2000 en suppléance de Robert Collignon